# Pueblo County
Pueblo County is een county in de Amerikaanse staat Colorado.
De county heeft een landoppervlakte van 6.187 km² en telt 141.472 inwoners (volkstelling 2000). De hoofdplaats is Pueblo.

## Bevolkingsontwikkeling

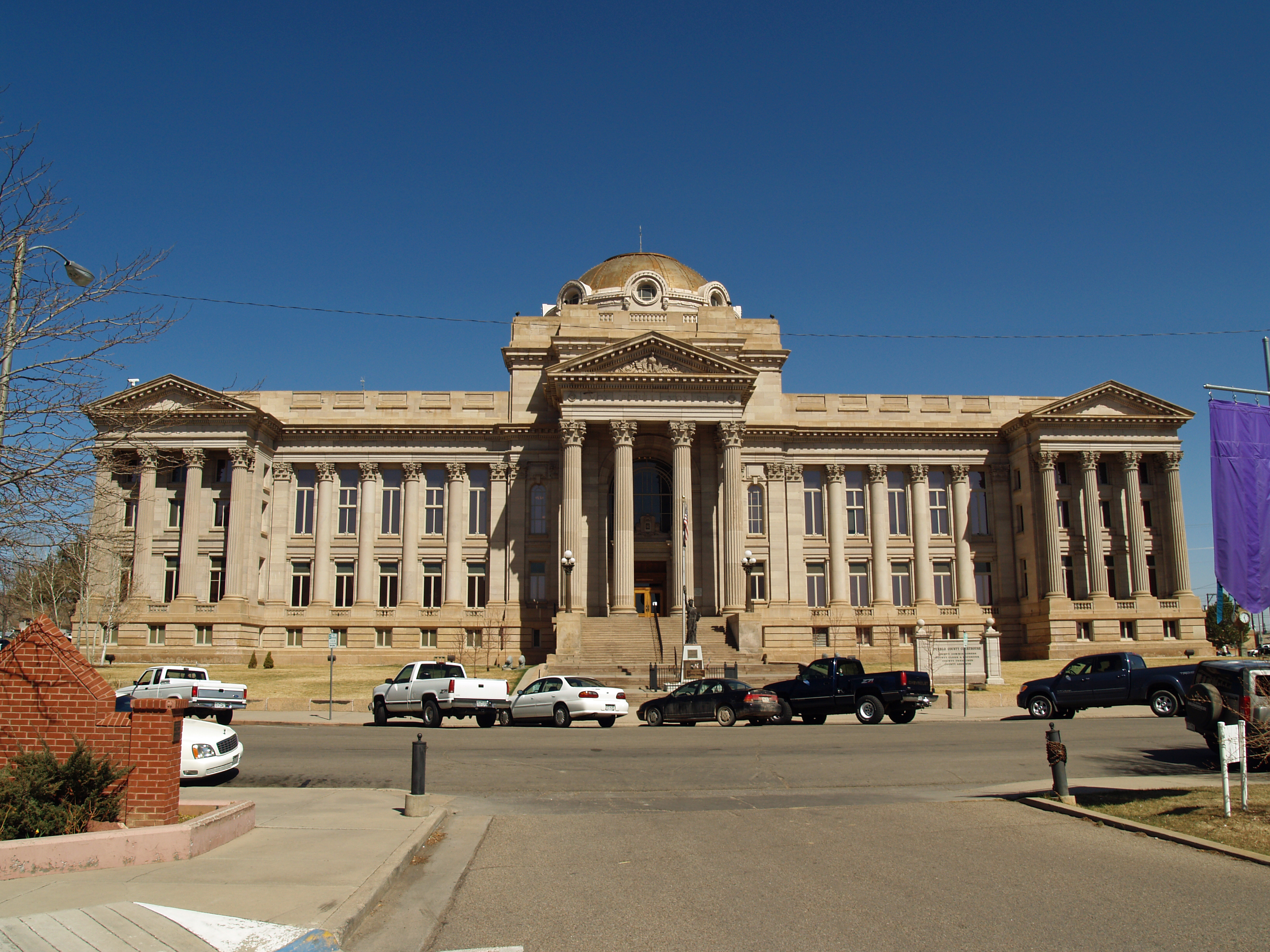
Pueblo County Courthouse